# エルンスト・アウグスト・フォン・ハノーファー (1983-)
エルンスト・アウグスト・フォン・ハノーファー（Ernst August von Hannover, 1983年7月19日 - ）は、ハノーファー王国およびブラウンシュヴァイク公国の王族の子孫。ハノーファー王子、グレートブリテンおよびアイルランド王子、ブラウンシュヴァイク＝リューネブルク公。
全名はエルンスト・アウグスト・アンドレアス・フィリップ・コンスタンティン・マクシミリアン・ロルフ・シュテファン・ルートヴィヒ・ルドルフ（Ernst August Andreas Philipp Constantin Maximilian Rolf Stephan Ludwig Rudolph）。ハノーファー王家およびブラウンシュヴァイク公家家長エルンスト・アウグスト（5世）の長男。

## 略歴

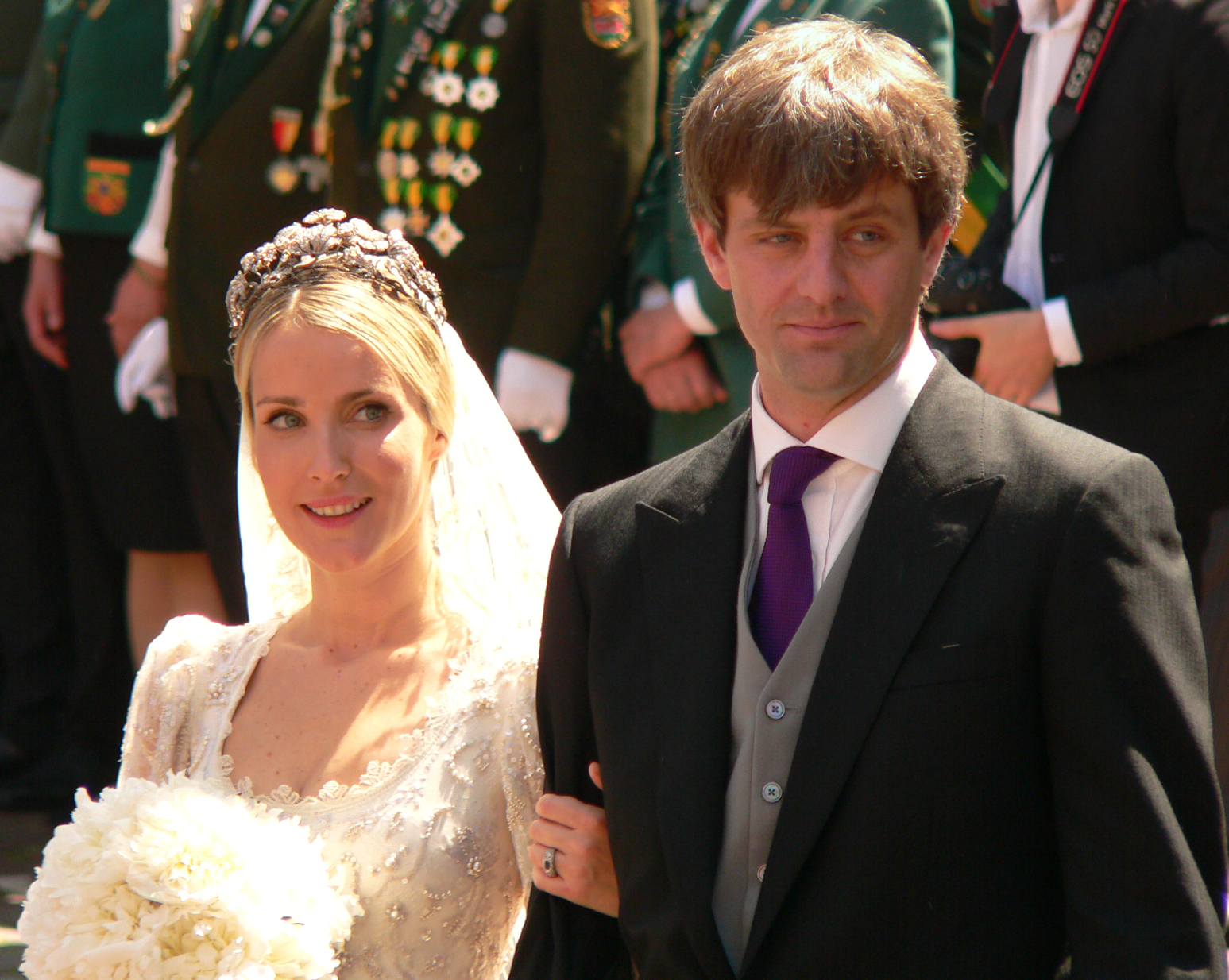
結婚式でのエルンスト・アウグストとエカチェリーナ

1983年7月19日、エルンスト・アウグスト（5世）とその最初の妻であったシャンタル・ホフリの間に第一子として西ドイツのニーダーザクセン州ヒルデスハイムで生まれた。同年10月15日に洗礼を受けた。代父母はライニンゲン侯アンドレアス、シャウムブルク＝リッペ侯フィリップ・エルンスト、アストゥリアス公フェリペ（のちのスペイン王フェリペ6世）、ギリシャ王コンスタンティノス2世、バーデン辺境伯マクシミリアン、ロルフ・ザックス、シュテファン・フォン・ヴァッツドルフ、ハノーファー王子ルートヴィヒ・ルドルフ、ヴェルフ・ハインリヒ王子妃アレクサンドラらであった。
エルンスト・アウグストはイギリス王女ヴィクトリアの子孫としてイギリスの王位継承権を持っており、継承順位は第405位である。
2017年7月6日 6年越しの交際を実らせ、ロシア人デザイナーのエカチェリーナ・マリーシヴァと民事婚を、7月8日ハノーファーマーケット教会において宗教婚を行った。
エルンスト・アウグスト5世は教会婚に姿を見せなかった。
2018年2月22日に第一子となる女児が生まれた。2019年3月14日、第二子となる男児が誕生、ヴェルフ・アウグストと名付けられた。
- エリーザベト（2018年 - ）
- ヴェルフ・アウグスト（2019年 - ）
- エレアノーラ（2021年 - ）